# CA Technologies
Pour les articles homonymes, voir CA.

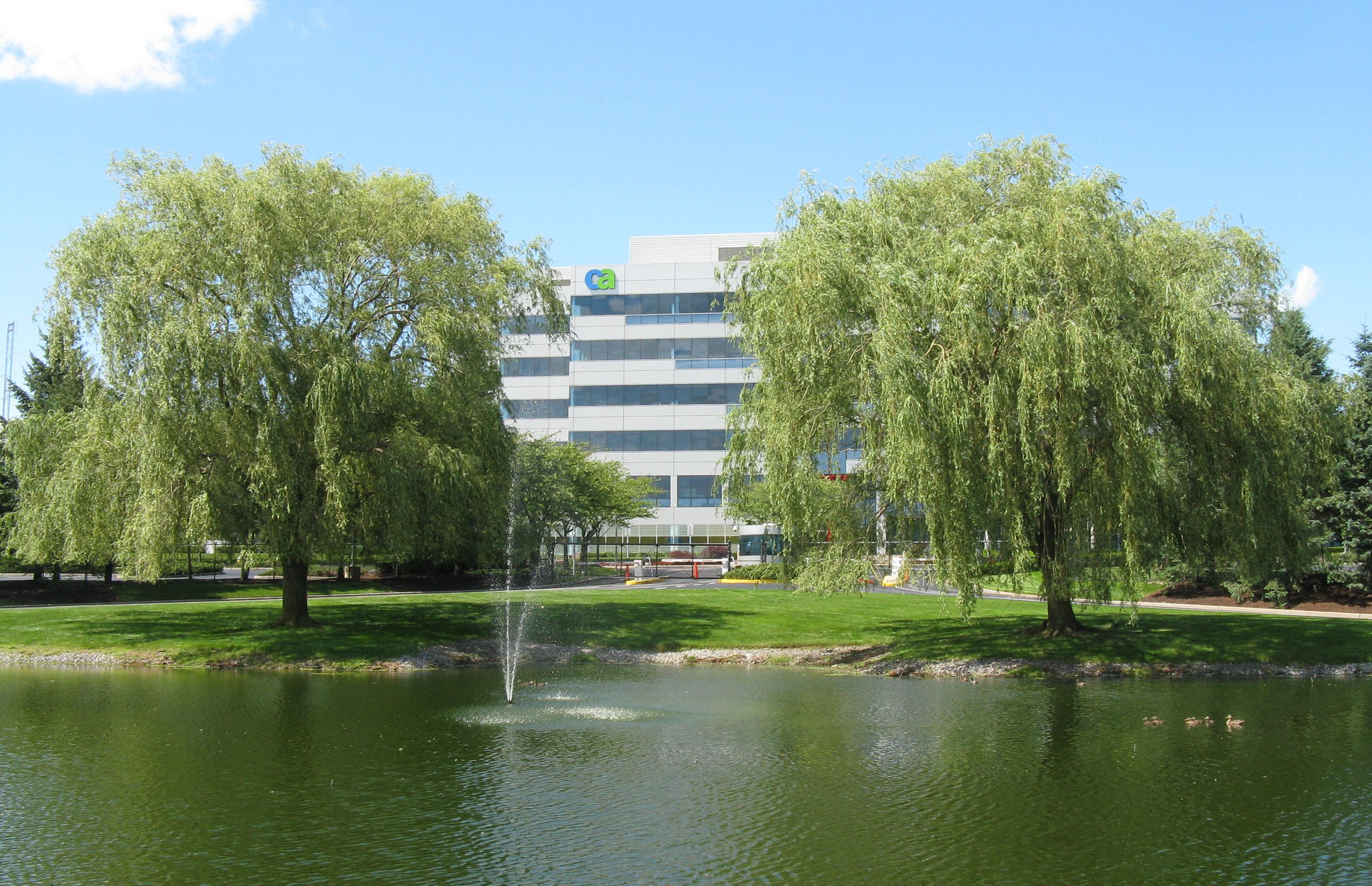
Siège de CA Technologies.

CA Technologies est un éditeur de logiciels fondé à New York par Charles B. Wang en 1976, sous le nom de Computer Associates International, Inc..
CA Technologies est, en 2006, le 5e plus grand éditeur de logiciels avec environ 16 000 employés. L'entreprise est rachetée par Broadcom en 2018, et le titre retiré du NASDAQ.

## Histoire
Computer Associates s'est constituée en rachetant successivement plusieurs sociétés.
Initialement, Computer Associates proposait des logiciels pour les systèmes Mainframe. Elle a donc du acheter plusieurs éditeurs afin de proposer des logiciels pour des serveurs Windows.
Ainsi en 1985, Computer Associates acquiert Uccel.
En 1989, Computer Associates acquiert Cullinet (en).
Au début des années 1990, CA doit répondre aux critiques envers la société, associée à une forte baisse du cours de son action (chute de plus de 50% en 1990). L'entreprise réagit par une poussée vers les marchés étrangers (Japon, Canada, Amérique latine), et réforme sa façon de facturer ses clients pour la maintenance logicielle. Elle améliore sa compatibilité (avec des produits d'Hewlett-Packard (HP), Apple Computer et Digital Equipment Corporation (DEC). 

En 1994, CA acquiert le groupe ASK, et poursuit la vente du système de gestion de base de données Ingres sous diverses marques ;

En 1995, CA achète aussi Legent Corporation (1,78 milliard de dollars, soit la plus grosse acquisition jamais faite dans l'industrie du logiciel à l'époque) ;

En 1996, Computer Associates (CA) acquiert pour 1,2 milliard de dollars Cheyenne Software, ce qui lui apporte ARCServe (logiciel de sauvegarde) et InoculanIT (logiciel antivirus) ;

En 1999, CA fait la plus grande acquisition de l'industrie du logiciel à l'époque (3,5 milliards de dollars), en achetant Platinum Technology International, intégrant au passage 4 300 employés spécialisée dans la gestion de bases de données.
En février 2006, Computer Associates International se rebaptise « CA, Inc. », puis « CA Technologies » en 2010[réf. nécessaire].
En juin 2018, CA vend sa division antivirus à Total Defense Inc..
En 2018 (juillet), Broadcom annonce le rachat de Computer Associates technologies pour un montant de 18,9 milliards de dollars.

## Produits

### Super Projet Expert
Super Projet Expert est un logiciel de gestion de projet édité par Computer Associates en 1988.
L'application permet de visualiser l'ensemble sous forme de diagramme de Gantt ou de réseau PERT, ainsi que de très nombreuses fonctions[Quoi ?].
Selon un comparatif de 1990, l'interface était apprécié pour ses possibilités multiples, tout en déplorant son interface peu intuitive et une certaine lenteur d'exécution.